# アブラム・ペトカウ
アブラム・ペトカウ （Abram Petkau, 1930年6月1日 - 2011年1月18日）は、カナダの医師、医学者。ペトカウ効果を発見した。

## 経歴
マニトバ州南部のロウファーム（en:Lowe Farm, Manitoba）生まれ。高校卒業後、2年間教員として学費を稼いだ後、マニトバ大学に入学。苦学して1956年に物理学の学士号を取得。1960年医学部を卒業し、ウィニペグ総合病院（en:Winnipeg General Hospital）でインターンをした後、エール大学の博士研究員として奨学金を受ける。
1962年、カナダ原子力公社（AECL）の研究員となり、チョークリバー研究所で働いた後、同公社医学・生物物理学部門責任者に就任。1972年3月、全くの偶然から発見したペトカウ効果を発表。低レベル放射線被曝における「上に凸の曲線を描く効果」、すなわち現在では一般的に「逆線量率効果」として知られるモデルを提唱した。早期から細胞膜で活性酸素により生成される過酸化脂質によって様々な疾病や老化が引き起こされることを指摘していた。単独および共同で、人工膜、白血球膜、幹細胞膜における実験や、トリチウム水を使った自然放射線レベルの線量の実験を行ない、在職期間中に92の論文を発表。生体内での放射線防護機構について多くの研究を行なった。
1989年、被曝労働者の白血球におけるスーパーオキシドディスムターゼ研究をしている時期に、政府からの研究費が打ち切られ、ペトカウの研究所は閉鎖され、以降、放射線研究のキャリアは断たれる。
1990年に診療所を開業し、2010年11月30日に引退するまで医師として働いた。